# 東利物浦 (俄亥俄州)
東利物浦（英語：East Liverpool）位於美国俄亥俄州哥倫比亞納縣東南部，根據2020年美國人口普查，該市人口為9,958人。 該市位於俄亥俄河畔，地處俄亥俄州、賓夕法尼亞州和西維吉尼亞州交界處，距離匹茲堡和揚斯敦均約30英里（48 km）。東利物浦以其陶瓷產業聞名一時，曾是美國最大的陶器生產地之一。